# Rio Medina
O rio Medina está localizado no centro-sul do Texas, no vale do Medina. Batizado em homenagem a Pedro Medina, um engenheiro espanhol, por Alonso de León, governador espanhol de Coahuila, Nova Espanha, em 1689.